# Actinospermum
Actinospermum là một chi thực vật có hoa trong họ Cúc (Asteraceae).

## Loài
Chi Actinospermum gồm các loài: